# Rémunération des chefs d'État et de gouvernement
Cet article répertorie les rémunérations des chefs d’État et de gouvernement.
Le site politicialsalaries.com liste ces rémunérations, lorsqu’elles sont publiques, qui vont de 2 200 $ annuels pour le président du Nigeria à 1 644 700 $ pour le Premier ministre de Singapour. Sur ce même tableau, figurent par exemple les rémunérations du Président du gouvernement d'Espagne : 93 300 $ ; du Président de la République française : 154 400 $ ; du Premier ministre de Belgique : 240 700 $ ; du Chancelier fédéral d'Allemagne : 254 100 $ ; du Premier ministre du Canada : 300 300 $ ; du Président des États-Unis : 400 000 $.

## Europe

### Institutions européennes

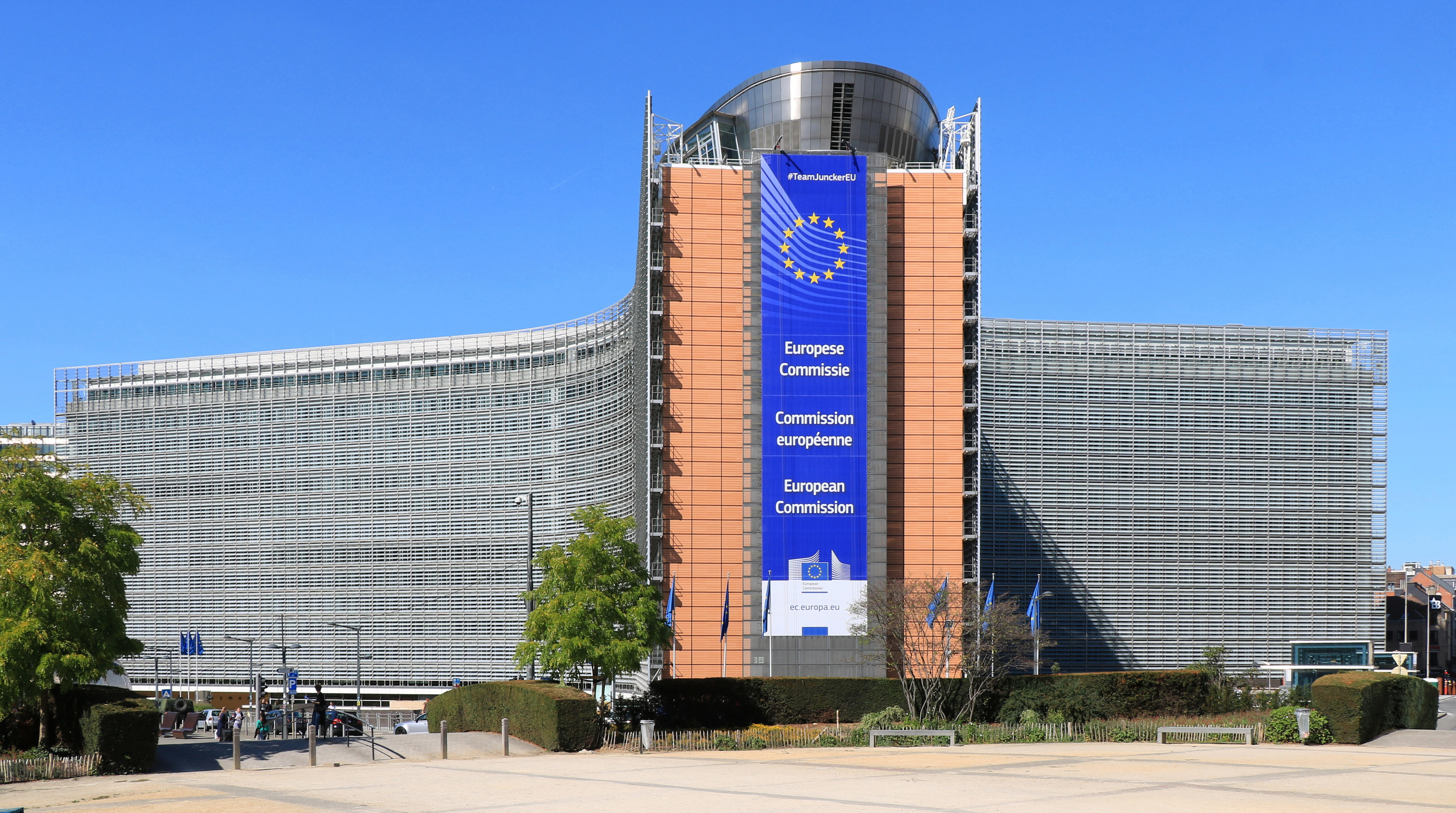
Bâtiment Berlaymont (Bruxelles), siège de la Commission européenne.

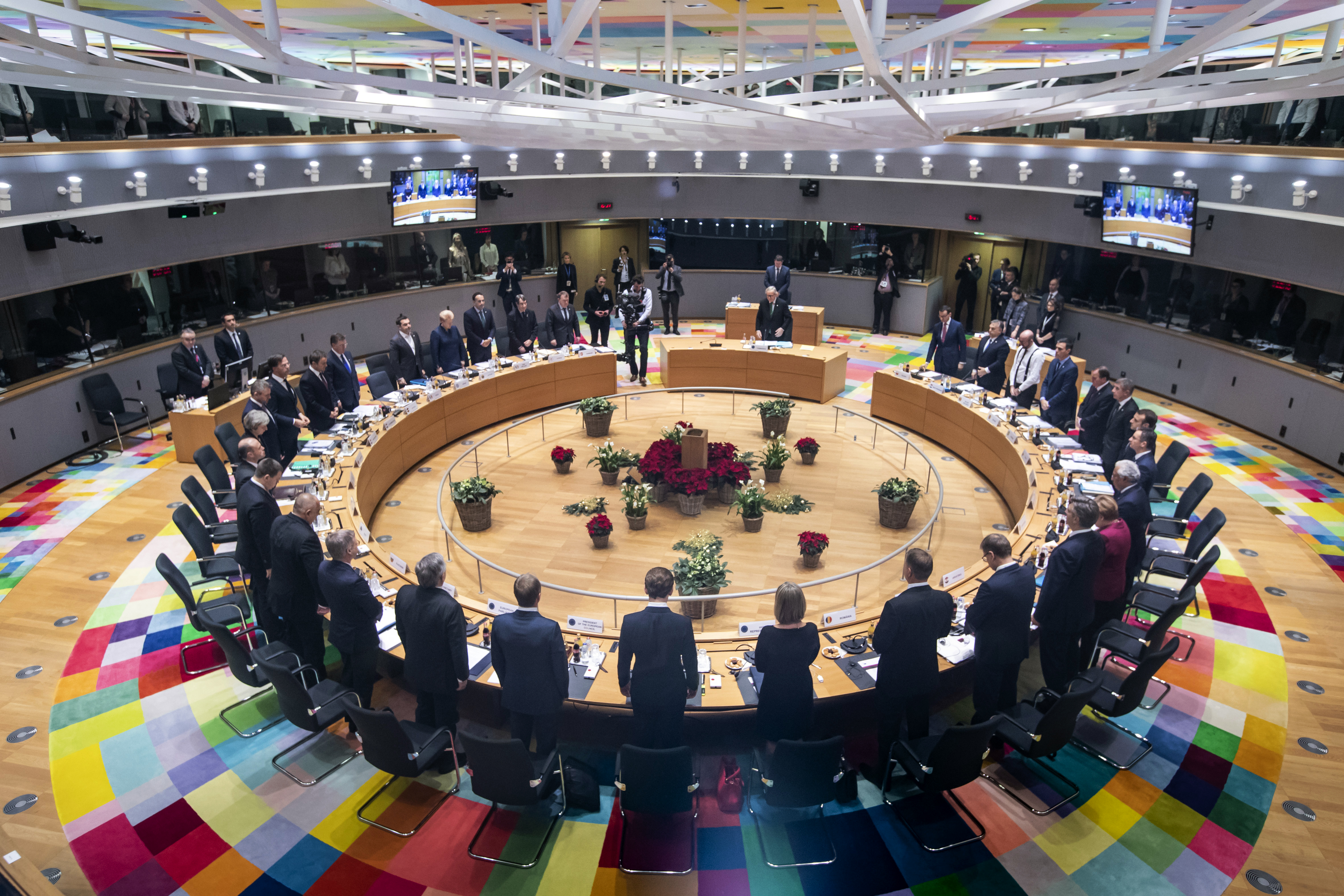
Conseil européen (Bruxelles).

Les fonctionnaires européens ont un grade allant de 1 à 16. Les fonctionnaires de grade 16 au troisième échelon ont un traitement mensuel de base de 22 646,29 € en 2022.
Selon le règlement du 29 février 2016 fixant les émoluments des titulaires de charges publiques de haut niveau de l'Union européenne, les titulaires de charges publiques ont droit à un traitement de base égal au montant résultant de l’application des pourcentages suivants au traitement de base d'un fonctionnaire de l'Union de grade 16 au troisième échelon :
- Président du Conseil européen, Président de la Commission, Président de la Cour de justice : 138 % ;
- Haut représentant de l'Union pour les affaires étrangères et la politique de sécurité : 130 % ;
- Vice-président de la Commission, Vice-président de la Cour de justice : 125 % ;
- Président de la Cour des comptes : 115 % ;
- Commissaire, Membre de la Cour de justice, Président du Tribunal : 112,5 % ;
- Vice président du Tribunal, membre de la Cour des comptes. : 108 % ;
- Juges du Tribunal, Président des tribunaux spécialisés : 104 % ;
- Greffier de la Cour de justice : 101 % ;
- Juges des tribunaux spécialisés, Secrétaire général du Conseil : 100 % ;
- Greffier du Tribunal : 95 % ;
- Greffiers des tribunaux spécialisés : 90 %.

Ce traitement est soumis à un impôt européen. Il est complété par des indemnités d'installation et de réinstallation, le remboursement de frais de voyage et de déplacement, une indemnité de résidence d'un montant égal à 15 % du traitement de base et une indemnité de représentation.
En vertu du statut unique des députés en vigueur depuis juillet 2009, tous les députés européens reçoivent la même rémunération. La rémunération de base des députés est fixée à 38,5 % de la rémunération de base d’un juge de la Cour de justice européenne.
Depuis juillet 2023, la rémunération mensuelle des députés, prévue par le statut unique, s’élève à 10 075,18 € avant impôts. Elle est imputée sur le budget du Parlement et s’établit à 7 853,89 € après déduction de l’impôt européen et des cotisations sociales. Elle est également soumise à un impôt national dans plusieurs États membres.
De plus, les titres de transports sont remboursés sur justificatifs, et le Parlement verse en 2024 une indemnité de frais généraux de 4 950 € et une indemnité journalière de 350 € par jour de présence lors des périodes d'activités parlementaire. Il existe de plus des remboursement de frais de voyages au coût réel.
Le Président de la Banque centrale européenne a un traitement mensuel de base de 37 082 € en 2023.
Les logements de fonction sont une pratique qui n'existe pas à l’Union européenne, que ce soit pour les commissaires, les fonctionnaires ou les députés, ceci expliquant le versement de frais de logement.

### Belgique
La rémunération mensuelle nette d’un membre du Gouvernement fédéral est de l’ordre de 10 000 € en 2009.

### France

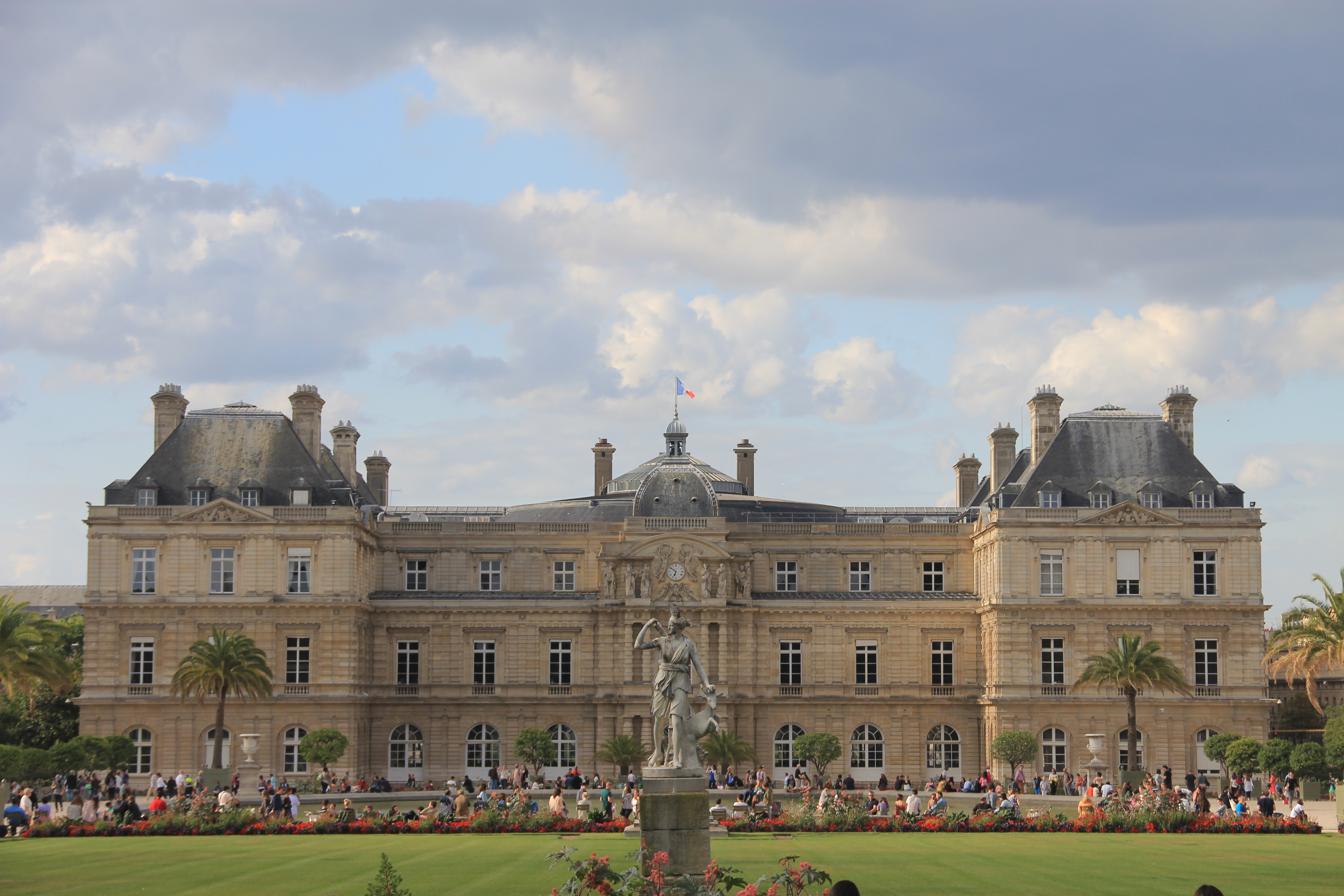
Palais du Luxembourg, siège du Sénat.

La rémunération des acteurs politiques nationaux s’établit, en 2024 et en montants bruts mensuels arrondis, à :
- 16 000 € pour le président de la République et le Premier ministre ;
- 10 700 € pour les autres ministres ;
- 10 200 € pour les secrétaires d’État ;
- 7 600 € pour les députés et sénateurs n'exerçant pas de responsabilité particulière comme président, questeur…